# Martin Kirschner (politiker)
Martin Kirschner, född 10 november 1842 i Freiburg i Schlesien, död 13 september 1912 i Ehrwald i Tyrolen, var en tysk jurist och nationalliberal politiker. Från 1899 till 1912 var han Berlins överborgmästare.

## Biografi
Kirschners far Julius Kirschner var läkare i den lilla staden Freiburg i Schlesien, dagens Świebodzice i Polen. Martin var det enda barnet och familjen flyttade 1852 till Breslau där han studerade på Maria-Magdalenen-Gymnasium. Under sina första skolår var han ofta sjuk, och han tog därför sin gymnasieexamen först 1863. Fadern avled redan 1860. Kirschner läste juridik vid universiteten i Breslau, Heidelberg och Berlin. Under studierna blev han 1863 medlem av ett Burschenschaft, Germania Breslau. År 1868 blev han referendarie vid stadsrätten i Breslau och 1871 rättsassessor. Kort därefter fick han ett tillförordnande som domare i Bromberg i provinsen Posen, där han 1872 blev kretsdomare. Samma månad gifte han sig med Margarethe Kalbeck från Breslau, dotter till en känd Wienförfattare och syster till musikkritikern och författaren Max Kalbeck. Paret Kirschner fick sedermera en son och fyra döttrar tillsammans.
Kirschner blev 1873 fullmäktigeledamot i Breslau. Under den följande tiden lärde han känna Max von Forckenbeck som vid denna tid var överborgmästare i Breslau. Forckenbeck blev sedermera överborgmästare i Berlin och kunde även där uppmärksamma Kirschners talanger. Kirschner valdes till syndikus i Breslau 1879, blev vice ordförande i Breslaus stadsfullmäktige och därigenom även ledamot av provinsiallantdagen i Schlesien. År 1892 kallades han till Berlin för att bli en av stadens borgmästare under överborgmästaren, en post som han tillträdde i februari 1893. I sex år utövande han ämbetet. Efter meningsskiljaktigheter mellan Berlins fullmäktige och kungen av Preussen, tillika kejsaren Vilhelm II, trädde von Forckenbeck tillbaka och Kirschner blev då hans efterträdare som överborgmästare i Berlin. Från 1900 till 1912 var han därför ex officio även ledamot av Preussens herrehus.
Kirschner avled i september 1912 och begravdes på Zentralfriedhof Friedrichsfelde. Graven är en av staden Berlins hedersgravar men är utan gravsten enligt Kirschners egna önskemål. I graven vilar även kvarlämningarna av svärsönerna Richard Robert Rive och generallöjtnant Otto Stobbe.

## Kirschners verk och eftermäle
Kirschner blev den tredje överborgmästaren att rekryteras från Breslau, efter Arthur Hobrecht (överborgmästare 1872 till 1878) och Max von Forckenbeck (1878 till 1892). Under Kirschners ämbetstid genomgick den nyblivna huvudstaden i Tyska riket ett stort uppsving. Kirschner skapade de politiska förutsättningarna för Berlins förvandling till storstad. De offentliga avloppssystemen renoverades och byggdes ut, gator rätades ut och nya genomföringar anlades för att förbättra trafikens framkomlighet, slakthusområdet förnyades och Osthafen byggdes om. Den gamla botaniska trädgården, Viktoriaparken och Schillerparken gjordes till rekreationsområden för allmänheten. Bland nybyggen under denna tid märks bland andra Rudolf-Virchow-Krankenhaus i Wedding, Märkisches Museum, den nya byggnaden för stadens barnhem på Alte Jakobstrasse, Stadthaus och mentalvårdsanstalterna i Buch. De sistnämnda är bland annat kända som plats för del av handlingen i romanen Berlin Alexanderplatz av Alfred Döblin.
Inom det sociala området drev Kirschner igenom införandet av obligatoriska fortbildningsskolor, senare omvandlade till yrkesskolor, och stadens sexklassiga folkskolor fick nu åtta årskurser. Särskilt intresserade sig Kirschner även för spårvägstrafiken, som under hans ämbetstid fortfarande bedrevs av en rad olika företag. Konflikter med det privata bolaget Grosse Berliner Strassenbahn fick staden att i oktober 1900 inleda byggandet av en kommunal spårväg.
I samband med Berlins universitets hundraårsjubileum 1910 utnämndes Kirschner 1910 till juris hedersdoktor. I mars 1911 valdes han för sista gången om till posten som överborgmästare, men tvingades lämna posten redan ett år senare på grund av hälsoskäl. Staden Berlin utsåg honom därefter 15 maj 1912 till hedersmedborgare. Kirschner avled av en hjärtsjukdom senare samma år. Leo Mugdan, talesperson för SPD-fraktionen i Berlins stadsfullmäktige och därmed en av Kirchners politiska motståndare, lovordade Kirschner med orden "Vi har alltid värderat den avlidne högt som en man med karaktär och oklanderligt rättvisepatos." Sedan 1967 är gatan Kirschnerweg i stadsdelen Gropiusstadt uppkallad efter Kirschner.
Sonen Martin Kirschner (1879–1942) blev en internationellt erkänd läkare och kirurg, medan dottern Mathilde Kirschner (1875–1951) arbetade som föreståndarinna för sociala institutioner och även var politiskt aktiv som fullmäktigeledamot.